# 加斯科內德鎮區 (密蘇里州賴特縣)
加斯科內德鎮區（英語：Gasconade Township）是位於美國密蘇里州賴特縣的一個行政鎮區。

## 地方資料
加斯科內德鎮區的面積為175.17平方千米，當中陸地面積為175.14平方千米，而水域面積為0.03平方千米。根據2020年美國人口普查的數據，當地共有人口1428人，而人口密度為每平方千米8.15人。